# 立川三貴
立川 三貴（たちかわ みつたか、1949年11月15日 - ）は、日本の男性俳優、声優。本名および旧芸名は立川 光貴（読み同じ）。東京都出身。

## 来歴
玉川大学芸術学部中退。1974年に劇団雲に入団。1975年からは演劇集団 円に所属。
その後エンパシィを経てフクダ&Co.に所属。

## 人物
声種はバリトン。
訳劇をはじめミュージカルなど多くの舞台や、刑事ドラマや時代劇などのテレビドラマに出演。声質を生かし、多数の悪役を演じる。
吹き替えではスパイダーマンシリーズ以降、J・K・シモンズが持ち役。またクリストファー・ウォーケンも複数の作品で担当している。
特技はギター。

## 出演作品（俳優）
※「 - 」は役名

### 舞台
- キス・ミー・ケイト
- 建築家とアッシリア皇帝
- ハムレット
- 七人みさき
- 三文オペラ
- オセロ
- 幻に心もそぞろ狂おしのわれら将門（1989年、シアターアプル）
- スウィーニー・トッド（2007年） - ターピン判事
- ヘンリー六世（2009年、新国立劇場） - ナポリ王レニエ （第1部）、ジャック・ケード （第2部）、フランス王ルイ（第3部） ※演出：鵜山仁
- リチャード三世（2012年、新国立劇場） ※演出：鵜山仁
- 1789 -バスティーユの恋人たち-（2016年4月 - 5月、帝国劇場、梅田芸術劇場） - ネッケル
- ヘンリー五世（2018年5月17日 - 6月3日、新国立劇場）
- どん底（2019年10月14日、新国立劇場） - ルカ
- シェイクスピア「尺には尺を/終わりよければ全てよし」（2023年10月18日、新国立劇場）

他

### テレビドラマ
- ポーラ名作劇場 / 冬の虹（1976年、NET）
- あにき（1977年、TBS）
- 新幹線公安官 第2シリーズ 第6話「レイテ爺さんの始発駅」（1978年、ANB / 東映） - 石川清
- 大空港（1979年、CX / 松竹）
  - 第27話「罠には罠を! 女刑事・神坂紀子の危機」（1979年） - 平田三郎
  - 第54話「ザ・キラー」（1979年） - 小津哲男
- 日曜恐怖シリーズII 第7話「危険な誘拐」（1979年、KTV / 大映テレビ）
- 鉄道公安官 第3話「長崎・女ひとり旅」（1979年、ANB / 東映）
- 特捜最前線（ANB / 東映）
  - 第132話「殺意のフラメンコ!」（1979年）
  - 第274話「恐怖の診察台!」（1982年）
  - 第373話「呪われた死者の呼ぶ声!」（1984年）
  - 第421話「人妻を愛した刑事!」（1985年）
- 騎馬奉行 第1話「憎い男の初仕事」（1979年、KTV / 東映）
- 警視-K 第7話「太陽が上に向いている」（1980年、NTV / 勝プロ） - 用心棒
- 江戸の朝焼け 第8話「遥かなる母」（1980年、フジテレビ） - 亀八
- 太陽にほえろ!（NTV / 東宝）
  - 第485話「ウサギとカメ」（1981年） - 中江弘之（弁護士）
  - 第556話「南国土佐・黒の推理」、第557話「南国土佐・黒の証明」（1983年） - 沢木岳彦
  - 第622話「ブルースの賞金稼ぎ」（1984年） - 今井
  - 第650話「山村刑事左遷命令」（1985年） - 脇田
  - 第678話「山村刑事の報酬なき戦い」（1986年） - 望月雅司
  - 第706話「ボス！任せてください」（1986年） - 大石三男
- 影の軍団シリーズ（KTV / 東映）
  - 影の軍団III（1982年） - ビードロの猪之吉
    - 第3話「忍びの虫は掃除虫」
    - 第7話「南から来た女間者」

  - 影の軍団IV 第12話「地中にうごめく夜の蜘蛛」（1985年） - 夢屋道三
- 土曜ワイド劇場（ANB）
  - 松本清張の駅路（1982年、東映） - 山崎
  - 松本清張の黒い樹海（1986年、松竹）
  - 新・赤かぶ検事奮戦記 第6作「北アルプス安房峠美女殺人事件 白骨温泉『泡の湯』に残された花と高山蝶の謎」（1998年） - 石上研次
  - 温泉若おかみの殺人推理 第9作（2000年） - 川合征一
- 噂の刑事トミーとマツ 第2シリーズ 第5話「トミマツの阿波踊り! 爆弾魔のふざけた命令」（1982年、TBS / 大映テレビ） - 久保良一
- 大河ドラマ（NHK）
  - 徳川家康（1983年） - 織田信雄
  - 徳川慶喜（1998年） - 島津斉彬
  - 新選組!（2004年） - 鷹司輔熈
  - 軍師官兵衛（2014年） - 佐久間信盛
- 怪人二十面相と少年探偵団（1983年 - 1984年、KTV / 宝塚映像） - 怪人二十面相
- ザ・ハングマンシリーズ（ABC / 松竹芸能）
  - ザ・ハングマン4 第9話「美人コンパニオンが消されていく!」（1984年） - 政木（商務省長官秘書）
  - ザ・ハングマンV 第5話「慰謝料四千万が離婚屋に狙われる!」（1986年） - 高村俊介（私立探偵）
- 特命刑事ザ・コップ 第6話「さらわれた女を追え!」（1985年、ABC / テレキャスト）
- 誇りの報酬 第16話「三河湾に哀歌をきいた」（1986年、NTV / 東宝） - 安川
- 女ふたり捜査官 第8話「狙われた新人類女子大生」（1986年、ABC / テレパック）
- あぶない刑事シリーズ（NTV / セントラル・アーツ）
  - あぶない刑事 第22話「動揺」（1987年） - 花岡
  - もっとあぶない刑事 第14話「切札」（1989年） - 工藤英男 ※立川三寛名義
- 新選組（1987年、ANB） - 新見錦
- 若大将天下ご免! 第8話「連れて逃げてよ、恋十手!」（1987年、ANB / 東映） - 鍵屋竜之介
- ベイシティ刑事 第16話「再会 恋人は銃声とともに!」（1988年、ANB / 東映）
- 長七郎江戸日記 第2シリーズ 第32話「おれんの逆襲」（1988年、日本テレビ） - 岩田左内
- 三匹が斬る! シリーズ（ANB / 東映）
  - 三匹が斬る! 第19話「春一番! 旗本三悪人ころし節」（1988年） - 加賀爪龍之助
  - ニュー・三匹が斬る! 第12話「四国八十八ヶ所、命を賭けた夫婦遍路」（1994年）
- あきれた刑事 第20話「あやしい香港マフィア」（1988年、NTV / セントラル・アーツ） - 中山（殺し屋）
- 暴れん坊将軍（ANB / 東映）
  - 暴れん坊将軍III
    - 第57話「左源太、愛に死す」（1989年） - 篠田小十郎
    - 第102話「対決! 三人の白頭巾」（1990年） - 松平直親

  - 暴れん坊将軍IV 2時間SP「狙われた江戸城の花嫁!」（1991年） - 日下部波之助
  - 暴れん坊将軍V（1993年）
    - 第4話「尼さんやくざが突っ走る!」 - 奥平伊賀守
    - 第22話「無法街の花姉妹」 - 伊皿子屋万兵衛

  - 暴れん坊将軍VI（1995年）
    - 第19話「五千両の恋泥棒!」 - 小倉屋藤兵衛
    - 第47話「帰って来た次男坊鴉」 - 寺脇伊予守

  - 暴れん坊将軍VII 第8話「初手柄! おぶんの大奥退治」（1996年） - 日向内記
  - 暴れん坊将軍VIII 第12話「母親なき家庭 誤解された父親」（1997年） - 藤崎大和亮
  - 暴れん坊将軍IX
    - 第1話「遊郭に仕掛けられた罠 吉宗vs闇将軍」（1998年） - 大榎兵衛
    - 第25話「牢獄炎上! 暗闇に咲く地獄花」（1999年） - 葛城の重阿弥

  - 暴れん坊将軍X 第20話「火事で消えた三千両! め組の夫婦に流産の危機!!」（2000年） - 土門式部
  - 暴れん坊将軍XII 第5話 「女盗賊と駆け落ちした町火消し!」（2002年） - 秋山丹波
- 時代劇スペシャル / 十三人の刺客（1990年、CX） - 松平左兵衛督斉韶
- 白い巨塔（1990年、ANB） - 葉山教授
- 名奉行 遠山の金さん（ANB / 東映）
  - 第3シリーズ
    - 第4話「罠に落ちた女の涙」（1990年） - 明石屋九郎兵衛
    - 第21話「偽装殺人!左ききの少女」（1991年） - 滝蔵

  - 第4シリーズ 第16話「天誅暗殺団を狙う美人芸者」（1992年） - 馬島蘭堂
  - 第5シリーズ（1993年）
    - 第8話「白い肌に溺れた与力」 - 綾小路運慶
    - 第25話「罠にはまった盗賊夫婦」 - 伝蔵

  - 第6シリーズ 第19話「水晶占いの母と娘」（1994年） - 仙波屋惣右衛門
  - 第7シリーズ（遠山の金さんVS女ねずみ）第15話「ねずみに殺人容疑 金さん困る」（1997年） - 宇田川玄庵
- 将軍家光忍び旅 第18話「茶碗一つで天領を狙う悪商人!」（1990年-1991年、ANB / 東映） - 剣持隼人正
- 花王 愛の劇場 / 花をください（1991年、TBS）
- 銭形平次（CX / 東映） ※北大路欣也版
  - 第1シリーズ 第18話「ギヤマンの謎」（1991年） - 伊之助
  - 第3シリーズ 第1話「暗闇の婚礼」（1993年） - 乙造
  - 第5シリーズ 第5話「隠された真実」（1995年）
- 特救指令ソルブレイン（1991年 - 1992年、ANB / 東映） - 鶴岡則夫
- 八百八町夢日記 第2シリーズ 第33話「壺ふり女医者」（1992年、NTV / ユニオン映画） - 犬千代
- 金田一耕助の傑作推理（TBS / 東阪企画）
  - 悪魔が来りて笛を吹く（1992年） - 目賀重亮
  - 呪われた湖（1996年） - 菅原九十郎
- 半七捕物帳 第10話「死神を刺した女」（1992年、NTV / ユニオン映画） - 死神の半蔵
- 付き馬屋おえん事件帳（TX / 松竹）
  - 第2シリーズ 第9話「女郎の夢」（1993年）
  - 第3シリーズ 第9話「吉原色里忍び恋」（1995年） - 金森鉄心
- 闇を斬る!大江戸犯科帳 第16話「道化の涙」（1993年、NTV / ユニオン映画） - 土御門宗冬
- 仕掛人 藤枝梅安 対決（1993年、CX / 国際放映） - 稲沢文蔵
- TBS大型時代劇スペシャル / 大忠臣蔵（1994年、TBS） - 菅谷半之丞
- 鬼平犯科帳 第5シリーズ 第13話「駿州・宇津谷峠」（1994年、CX / 松竹） - 藤枝の久蔵
- 江戸の用心棒 第5話「まやかしの花嫁衣装」（1994年、NTV / ユニオン映画） - 銀蔵
- HOTEL（TBS / 近藤照男プロダクション）
  - 第3シリーズ 第18話「奇妙な新婚旅行」・第19話「長崎空港の謎の女」（1994年） - 桑沢
  - 第4シリーズ 第19話「奇妙な夏の出来事」（1995年）
- 探偵事務所 第1話「依頼人が消えていく…」（1994年、ANB / 東映） - 蛭多徹夫警部
- 金曜エンタテイメント（CX）
  - 時代劇スペシャル 「清水次郎長物語」（1995年、国際放映） - 竹垣三郎兵衛
  - おばさんデカ 桜乙女の事件帖 第8作「超人気主婦刑事の名推理が密室殺人の謎を解く…」（2000年） - 長田刑事
  - おばさんデカ 桜乙女の事件帖 第11作「事件の鍵を握るおばあちゃんがボケてしまった!?」（2002年） - 津坂修三
  - ドクター小石の事件カルテ 第1作「血痕」（2004年、オセロット） - 高品教授
  - 京都祇園入り婿刑事事件簿 第11作（2004年） - 長谷部孝
  - おばさんデカ 桜乙女の事件帖 第15作「ファイナル 絶体絶命・銃弾に倒れ乙女殉職か…」（2007年） - 角田代議士
- 水戸黄門（TBS / C.A.L）
  - 第24部 第12話「お化けになって悪退治 -別府-」（1995年12月4日） - 鶴口幹十郎
  - 第25部 第9話「瞼の父は銭の虫 -吉野-」（1997年2月17日） - 大上藤四郎
  - 第28部 第29話「妻を裏切る夫の本心 -広島-」（2000年10月16日） - 都築蔵人
  - 第29部 第14話「鬼オヤジの目に涙 -井波-」（2001年7月2日） - 沖十次郎
  - 第30部 第14話「激闘!忍びの対決 -和歌山-」（2002年4月15日） - 土屋忠次
  - 第31部 第9話「忍びの決戦! 母子の再会 -伊賀上野-」（2002年12月9日） - 茨木景渕
  - 第32部 第2話「妹想いの風来坊 -安中-」（2003年8月4日） - 平山九郎兵衛
  - 第34部 第5話「格さん不覚消えた印籠 -石巻-」（2005年2月7日） - 小曽根源左衛門
  - 第35部 第2話「対決! 阿波踊り合戦 -徳島-」（2005年10月17日） - 沼口紋太夫
  - 第37部 第17話「育ての母、涙の決心 -一関-」（2007年7月30日） - 沢野四郎兵衛
  - 第38部 第11話「にわか侍一直線! -郡上八幡-」（2008年3月17日） - 西脇刑部
  - 第41部 第7話「ニセ者殺到!孫探し -鳥羽-」（2010年5月24日） - 漆原玄左衛門
  - 第43部 第6話「海道一のじゃじゃ馬娘 -清水-」（2011年8月8日） - 園部文左衛門
- 将軍の隠密!影十八 第5話「無実の証明・罠に落ちた愛」（1996年、ANB / 東映） - 別木半兵衛
- 快刀!夢一座七変化 第9話「一座が仕組んだイカサマ賭博」（1997年、ANB / 東映）
- 荒木又右衛門 伊賀の決闘（1997年、CX） - 阿部四郎五郎
- 新春ワイド時代劇（TX）
  - 徳川剣豪伝 それからの武蔵（1996年） - マデレス
  - 炎の奉行 大岡越前守（1997年） - 近衛家熙
  - 家康が最も恐れた男 真田幸村（1998年） - 後藤又兵衛
- 月曜ドラマスペシャル
  - ヤマ勘記者の事件日誌2（1997年） - 前島刑事
  - 女性保安員・二階堂雪 第1作「万引きする女」（1998年、TBS） - 小林文夫
- 隠密奉行朝比奈（CX / 東映）
  - 第1シリーズ 第6話「越前竹人形の秘密」（1998年） - 岡倉主馬
  - 第2シリーズ 第3話「備前岡山でもらった恋文」（1999年） - 平田三右衛門
- 剣客商売（CX / 松竹）
  - 第1シリーズ 第10話「兎と熊」（1998年） - 大川弥惣次
  - 第2シリーズ 第2話「暗殺」（1999年） - 杉浦丹後守
  - 第4シリーズ 第3話「ぶんたろの命」（2003年） - 大野庄作
  - 剣客商売スペシャル「決闘・高田の馬場」（2005年） - 久世帯刀
- 京都迷宮案内（ANB→EX / 東映）
  - 第1シリーズ 第1話「事件記者、魔界に挑む!」（1999年） - 野村健章
  - 第3シリーズ 第5話「殺人犯を愛した女!時効直前・夫に話せない過去!!」（2001年） - 二宮純次
  - 第10シリーズ 第8話「10年目の約束! 1億円を拾った姉妹の秘密…」（2008年） - 吉武孝雄
- 科捜研の女（ANB→EX / 東映）
  - SEASON 1 第7話 - 最終話（1999年） - 沢木（京都府警本部長）
  - SEASON 9 第9話（2009年9月3日） - 門倉修三
- 火曜サスペンス劇場（NTV）
  - 地方記者・立花陽介 第12作「飛騨高山通信局」（1998年12月） - 白井満雄
  - 指名手配シリーズ（1998年 - 2001年、オセロット） - 杉本康文
    - 第1作（1998年）
    - 第2作（1999年）
    - 第4作（2001年）

  - 監察医・室生亜季子 第25作「死亡推定時間」（1999年5月、東映） - 岡本健三
- 八丁堀の七人 第3シリーズ 第2話「壮絶大捕物! 狙われた目撃者」（2002年、ANB / 東映） - 榊原右京之介
- 盤嶽の一生 第1話「わが愛刀よ」（2002年、CX / 映像京都） - 武富多平太
- 名奉行 大岡越前 第1シリーズ 第7話「昔の女・閻魔堂一件」（2005年、EX / 東映） - 木島市兵衛
- 月曜ミステリー劇場 父が来た道（2005年、TBS） - 公安の刑事 久瀬
- 水曜ミステリー9（TX）
  - 信濃のコロンボ事件ファイル 第10作「杜の都殺人事件」（2006年、G・カンパニー） - 吉村総務部長
  - 高村薫サスペンス「去りゆく日に」（2009年、TX）
- 相棒 Season5 第9話「殺人ワインセラー」（2006年、EX / 東映） - 安藤久
- 刺客請負人（TX / 松竹）
  - シーズン1 第1話「その浪人凄腕につき 松葉刑部登場〜孤臣〜」（2007年）
  - シーズン2 第1話「あの凄腕が帰って来た 殺しの的は“女神”〜孤臣、再び〜」（2008年）
- 幻十郎必殺剣 第5話「白い数珠の殺人者」（2008年2月、TX / 東映） - 甲野庄右衛門
- 土曜ドラマ / 監査法人（2008年6月、NHK）
- あんどーなつ 第9話（2008年9月1日、TBS / ドリマックス・テレビジョン） ‐ 都筑正繁
- サギ師リリ子 第62話「寛治の思惑」（2009年、TX） - 尾中良市
- 必殺仕事人2009 第17話「ゴミ屋敷」（2009年5月22日、ABC / 松竹） - 大槻玄太夫
- 宿命 1969-2010 -ワンス・アポン・ア・タイム・イン・東京-（2010年、ABC / EX / 東宝） - 渡辺茂（財務大臣）
  - 第2話「慰謝料2000万円の罠…女の復讐」
  - 第3話「出生の秘密」
  - 第6話「歓喜と絶望の妊娠」
- 松本清張ドラマスペシャル 砂の器 第二夜（2011年9月11日、EX / 東映） - 映画館社長
- 鬼平外伝 老盗流転（2013年、BSスカパー!） - 桑飼の弥右衛門
- 復讐法廷（2015年2月7日、EX） - 裁判長
- 癒し屋キリコの約束（2015年、CX＝東海テレビ） - 竜二
- 神谷玄次郎捕物控 第2期 第3話「消えた女」（2015年4月17日、NHK BSプレミアム） - 臼井織部正
- 大岡越前3 第1話「縛られたお地蔵様」（2016年1月15日、NHK BSプレミアム / C.A.L） - 袋田帯刀

### 映画
- その後の仁義なき戦い（1979年、東映） - 大場登
- ヨコハマBJブルース（1981年、東映）
- 泣きぼくろ（1991年、松竹富士） - 葬儀屋
- 鬼平犯科帳 劇場版（1995年、松竹） - 杉浦要次郎

### オリジナルビデオ
- Women2 オンナが淫らに脱ぐとき（1997年、日活）

## 出演作品（声優）

### 吹き替え

#### 担当俳優
アンソニー・ウォン
- 桃さんのしあわせ（バッタ）
- ドラゴン・フォーシリーズ（諸葛正我）
  - ドラゴン・フォー 秘密の特殊捜査官/隠密
  - ドラゴン・フォー2 秘密の特殊捜査官/陰謀
  - ドラゴン・フォー3 秘密の特殊捜査官/最後の戦い

クリス・クーパー
- 雨の日は会えない、晴れた日は君を想う（フィル・イーストマン）
- スイング・ステート（ジャック・ヘイスティングス）
- 夜に生きる（アーヴィング・フィギス）

クリストファー・ウォーケン
- イーグル・ジャンプ（ウォーレン・シャープ）
- 君はONLY ONE（マイロン）
- グランパ・ウォーズ おじいちゃんと僕の宣戦布告（ジェリー）
- ジャージー・ボーイズ（ジップ・デカルロ）
- セヴェランス（バート・グッドマン部長）
- メン・イン・キャット（フェリックス・パーキンス）

J・K・シモンズ
- 恋する履歴書（ロイ・デイヴィス）
- ザ・ユニオン（トム・ブレナン）
- ジェイコブを守るため（ビリー・バーバー）
- スノーマン 雪闇の殺人鬼（アルヴェ・ステープ）
- スパイダーマンシリーズ（J・ジョナ・ジェイムソン）
  - スパイダーマン
  - スパイダーマン2
  - スパイダーマン3

- マーベル・シネマティック・ユニバース（J・ジョナ・ジェイムソン）
  - スパイダーマン:ファー・フロム・ホーム 
  - ヴェノム:レット・ゼア・ビー・カーネイジ
  - スパイダーマン:ノー・ウェイ・ホーム

- ターミネーター:新起動/ジェニシス（オブライエン）
- DCエクステンデッド・ユニバース（ジェームズ・ゴードン）
  - ジャスティス・リーグ
  - ジャスティス・リーグ:ザック・スナイダーカット

- トゥモロー・ウォー（ジェームズ・フォレスター）
- ネイビーシールズ ナチスの金塊を奪還せよ!（ジェイコブ・レヴィン少将）
- パーム・スプリングス（ロイ）
- 40男のバージンロード（オズワルド）
- Re:LIFE〜リライフ〜（ハロルド・ラーナー学科長）
- レッド・ワン（サンタクロース）

#### 映画（吹き替え）
- アイ・スパイ（カルロス〈ゲイリー・コール〉）
- 愛を読むひと（ロール教授〈ブルーノ・ガンツ〉）
- アナコンダ3（ハーマット〈デヴィッド・ハッセルホフ〉）
- アメリカン・ジャスティス（ギリー）
- アリー/ スター誕生（ボビー〈サム・エリオット〉）
- アウト・ロー 〜ギリ義理ファミリー〜（オールダムFBI捜査官〈マイケル・ルーカー〉）
- 裏切りのKiSS（フリードマン〈アラン・リックマン〉）
- ウェディング・プランナー（サルバトーレ〈アレックス・ロッコ〉）
- ウーマン・イン・ザ・ウィンドウ（アリスター・ラッセル〈ゲイリー・オールドマン〉）
- エボリューション（フレミング大佐〈タイ・バーレル〉）※日本テレビ版
- 狼たちの鎮魂歌（ジャンカルロ・フスコ〈アントニオ・カターニア〉）
- ガーフィールド2（ダージス卿〈ビリー・コノリー〉）
- 凶悪海域/シャーク・スウォーム（ダニエル・ワイルダー〈ジョン・シュナイダー〉）
- キュア 〜禁断の隔離病棟〜（Mr.ペンブローク〈ハリー・グローナー〉、ナレーター）
- ゴーストライダー2（ロアーク〈キアラン・ハインズ〉）
- 12人の怒れる男（陪審員1号〈セルゲイ・マコヴェツキイ〉）
- 13ゴースト（サイラス・クリティコス〈F・マーリー・エイブラハム〉）
- 13日の金曜日（ブレイク保安官〈リチャード・バージ〉）
- シャーペイのファビュラス・アドベンチャー
- ジャッキー/ファーストレディ 最後の使命（神父〈ジョン・ハート〉）
- 杉原千畝 スギハラチウネ（ローゼンタール）
- ゼロの未来（ジョビー〈デヴィッド・シューリス〉）
- 戦場からの脱出（分隊長〈ザック・グルニエ〉）
- ゾディアック
- チーター・ガールズ3 in インド
- ツーリスト（コロネロ・ロンバルディ〈クリスチャン・デ・シーカ〉）
- ディボース・ショウ（ドノヴァン・ドナリー〈ジェフリー・ラッシュ〉）
- トラフィック（エデュアルド・ルイス〈ミゲル・フェラー〉）
- ドリヴン（カール・ヘンリー〈バート・レイノルズ〉）※新録版
- ナイト ミュージアム2（カームンラー〈ハンク・アザリア〉）
- ナルニア国物語/第3章: アスラン王と魔法の島（コリアキン[15]）
- ニューヨーク 冬物語（アイザック・ペン〈ウィリアム・ハート〉）
- パッセンジャーズ（アーキン〈デヴィッド・モース〉）
- パディントン（会長）
- ハドソン川の奇跡（チェスリー・“サリー”・サレンバーガー〈トム・ハンクス〉）※ソフト版
- ハリー・ポッターシリーズ（キングズリー・シャックルボルト〈ジョージ・ハリス〉）
  - ハリー・ポッターと不死鳥の騎士団
  - ハリー・ポッターと死の秘宝 PART1
  - ハリー・ポッターと死の秘宝 PART2
- ハロウィンII（サミュエル・ルーミス医師〈マルコム・マクダウェル〉）
- バトルシップ（ノグレディ博士〈アダム・ゴドリー〉）
- ハウンター（青白い男〈スティーヴン・マクハティ〉）
- バッド・アス ジャスティス・リターンズ（レアンドロ〈アンドリュー・ディヴォフ〉）
- 美少女探偵ナンシー・ドリュー（ジョン・レッシング〈マーシャル・ベル〉）
- フィクサー （ドン・ジェフリーズ〈ケン・ハワード〉）
- プーと大人になった僕（ウィンズロウ〈オリヴァー・フォード・デイヴィス〉[16]）
- ブラックパンサー/ワカンダ・フォーエバー（米国務長官〈リチャード・シフ〉[17]）
- ブレット・トレイン（ホワイト・デス〈マイケル・シャノン〉[18]）
- ブロンドと柩の謎（チャーリー・チャップリン〈エディ・イザード〉）
- ペンタゴン・ペーパーズ/最高機密文書（フリッツ・ビーブ〈トレイシー・レッツ〉）
- ボブ・ロス: 楽しいアクシデント、裏切りと欲（ジョン・タム）
- マーベラス（エドワード・アーサー・ヘイズ〈デヴィッド・リントウル〉）
- ミニミニ大作戦（マシュコフ〈オレク・クルパ〉）
- メン・イン・ブラック2（T〈パトリック・ウォーバートン〉）※劇場公開版
- ライフ・イズ・コメディ! ピーター・セラーズの愛し方（ブレイク・エドワーズ〈ジョン・リスゴー〉）
- ライフ・イズ・ビューティフル（バルトロメオ〈ピエトロ・デ・シルヴァ〉）※ソフト版
- ラスト・キリング 狼たちの銃弾（ブッダ〈ウィレム・デフォー〉）
- ラストヒットマン（ハリー〈ジョー・マンテーニャ〉）
- リベンジ・リスト（メザーブ州知事〈パトリック・セント・エスプリト〉）
- わんわん物語（トニー〈F・マーリー・エイブラハム〉）

#### ドラマ
- アガサ・クリスティー ミス・マープル「シタフォードの謎」（ジマーマン〈マイケル・ブランドン〉）
- アリー my Love（サイモン）
- アストリッドとラファエル 文書係の事件録 シーズン2 #7（アブドゥラ・アスリ）
- ウエストワールド シーズン2 #2（エル・ラッソ〈ジャンカルロ・エスポジート〉）
- WITHOUT A TRACE/FBI 失踪者を追え! シーズン4
- NCIS 〜ネイビー犯罪捜査班 シーズン9 #3（ヴィンス・ウェストファール〈サム・マクナリー〉）
- NCIS:LA 〜極秘潜入捜査班 シーズン5 #7（アンソニー・トレーガー〈ブレット・ライス〉）
- WOLF -殺人鬼の狂宴-（オリヴァー〈オーウェン・ティール〉）
- キャッスルロック シーズン2（ジョン〈ジョン・ディール〉）
- クリミナル・マインド FBI行動分析課
  - シーズン3 #7（フランシス・ゴーリング〈マイケル・カドリッツ〉）
  - シーズン5 #21（ローズ保安官〈ウィングス・ハウザー〉）
  - シーズン6 #8（クロフト刑事〈コナー・オファレル〉）
- グレイス&フランキー シーズン6 #6 #8（ジャック〈マイケル・マッキーン〉）
- 刑事ナッシュ・ブリッジス シーズン5 #8（ブルース・ジェンキル〈ロビン・アトキン・ダウンズ〉）
- コンステレーション（ヘンリー・カルデラ〈ジョナサン・バンクス〉）
- サンダーストーン 未来を救え!（アクア）
- ザ・ホワイトハウス #4（カッツェンモイヤー）
- ザ・リクルート（ウォルター・ナイランド〈ヴォンディ・カーティス＝ホール〉）
- ザ・マッドネス（ステュー・マグヌソン〈ブラッドリー・ウィットフォード〉）
- CSI:科学捜査班 #3 #22（チャールズ・ムーア〈ジョン・ビーズリー〉）
- CSI:7 科学捜査班（マイケル・ケプラー〈リーヴ・シュレイバー〉）
- CSI:マイアミ2 #2（マーティ・ジョーンズ〈マイケル・ルーカー〉）
- CSI:ニューヨーク6 #15（コナー・ウェルズ〈ティモシー・V・マーフィー〉）
- スパイ大作戦 シーズン4（アメージング・パリス〈レナード・ニモイ〉）※DVD用追加録音
- スーパーナチュラル シーズン4 #12（ヴァーノン・ハスケル〈リチャード・リバティーニ〉）
- チャームド〜魔女3姉妹〜 シーズン3（バーク刑事〈ジョー・E・タタ〉）
- デビアスなメイドたち（フィリップ・デラトゥア〈スティーヴン・コリンズ〉）
- THIS IS US 36歳、これから シーズン2 #13（ジョージ〈ジャック・マクギー〉）
- ディスクレーマー 夏の沈黙（スティーヴン・ブリグストック〈ケヴィン・クライン〉）
- Dr.マーク・スローン（ライト〈スタンリー・カメル〉）
- ナショナル・トレジャー 一族の謎（ピーター・セダスキー〈ハーヴェイ・カイテル〉）
- MACGYVER/マクガイバー シーズン3 #4（ヴァシル〈C・トーマス・ハウエル〉）
- ミディアム3 霊能者アリソン・デュボア #18（グレゴリー・キング〈クリストファー・マクドナルド〉）
- ムービング（ミン・ヨンジュン〈文盛瑾〉）
- THE MENTALIST メンタリストの捜査ファイル シーズン6 #17（エドワード・ファインバーグ〈ジョン・デ・ランシー〉）
- バビロン5（デレク・クランストン捜査官〈バーニー・ケイシー〉）
- PERSON of INTEREST 犯罪予知ユニット（イアン・デヴィッドソン〈レグ・E・キャシー〉）
- プライベート・プラクティクス（モントゴメリーキャプテン〈スティーヴン・コリンズ〉）
- ブラック・バード（ジェームズ・"ビッグジム"・キーン〈レイ・リオッタ〉）
- BONES シーズン2 #1（リック・タルコ探偵〈レイ・ワイズ〉）
- レイ・ドノヴァン ザ・フィクサー（アンドリュー・フィニー〈イアン・マクシェーン〉）
- LEFTOVERS/残された世界 シーズン2 #3（ピーター〈マーク・ハレリック〉）
- ロング・ブライト・リバー（ジー〈ジョン・ドーマン〉）
- 私はラブ・リーガル6 フィナーレ #8（ネイト・ブレンナー〈ビル・ウィンクラー〉）
- ワンス・アポン・ア・タイム（ミダス王〈アレックス・ザハラ〉）

#### アニメ
- おさるのジョージ（クイント〈声：ジム・カミングス〉、ニルグイーニ〈声：ノーラン・ノース、ハスレイン博士〉）
- スペクタキュラー・スパイダーマン（J・ジョナ・ジェイムソン）
- スパイダーマン:アクロス・ザ・スパイダーバース（J・ジョナ・ジェイムソン〈声：J・K・シモンズ〉）
- ナイト ミュージアム/カームンラーの大脱走（カームンラー）

#### その他
- アメイジング・アドベンチャー・オブ・スパイダーマン（J・ジョナ・ジェイムソン）
- タワー・オブ・テラー（ハリソン・ハイタワー三世）

### テレビアニメ
- 北へ。〜Diamond Dust Drops〜（2004年） - 根本
- 攻殻機動隊 STAND ALONE COMPLEX（2004年） - 安岡ゲイル
- 銀魂（2008年） - 金丸
- リストランテ・パラディーゾ（2009年） - ルチアーノ・デ・ルーカ
- 名探偵コナン（2011年） - 裁判長
- LUPIN the Third -峰不二子という女- 第3話「淑女とサムライ」（2012年） - トランク国王[19]
- ビーストサーガ（2013年） - ゴールダーの祖父
- NARUTO -ナルト- 疾風伝（2015年 - 2016年） - 大筒木ハゴロモ/六道仙人

### 劇場アニメ
- REDLINE（2010年） - ミネルバ
- 薄墨桜 -GARO-（2018年） - 大納言 坂上篁

### Wabアニメ
- BASTARD!! -暗黒の破壊神-（2023年） - エウロペアの十賢者A

### ナレーション
- 忠臣蔵〜決断の時（2003年、TX）

### ボイスオーバー
- 地球ドラマチック『魔法のくちびる 〜世界口笛大会〜』（2005年、NHK総合）
- シェフのテーブル: ピザ（2022年、Netflix）
- BS世界のドキュメンタリー（NHK-BS1）
  - 「ブロードウェイ ミュージカルの街の半世紀」（2022年） - ヒュー・ジャックマンの声

### ドラマCD
- リストランテ・パラディーゾ Drama CD Vol.1（2009年、ルチアーノ・デ・ルーカ）

### ラジオドラマ
- FMシアター（NHK-FM）
  - アドベンチャーロード「皇帝の密使」（1986年12月8日 - 12月26日） - ミハイル・ストロゴフ
  - 「春の空へ」（2002年4月13日）
  - 「大黒屋光太夫」（2003年8月23日） - 語り
  - 「地下水脈」（2008年6月28日） - 武志
  - 「これが私の歌う道」（2009年4月25日）
- FM特集オーディオドラマ
  - 「東西南北夢花道」（2007年1月6日）
  - 「祖国を想う 沖縄を想う〜ドラマ照屋敏子伝〜」（2010年1月2 - 3日） - 福岡県知事
- NHK-FM 青春アドベンチャー
  - 「タイムスリップ戦国時代」（2006年1月9日 - 20日） - 羽柴秀吉
  - 「スカラムーシュ」（2009年）
  - 「サマルカンド年代記」（2010年）
  - 「黄金仮面」（2010年4月5日 - 4月16日） - 黄金仮面
  - 「魔岩伝説」（2013年5月13日 - 5月31日） - 柳生主膳正
  - 「人喰い大熊と火縄銃の少女」（2015年7月13日 - 7月24日）
- ラジオシアター〜文学の扉「カンタヴィルの幽霊/オスカー・ワイルド」（2012年、TBSラジオ）

### ゲーム
- ドラゴンズドグマ オンライン（2015年） - ジョゼフ[20]
- NARUTO -ナルト- 疾風伝 ナルティメットストーム4（2016年） - 大筒木ハゴロモ/六道仙人
- NARUTO TO BORUTO シノビストライカー（2018年） - 大筒木ハゴロモ/六道仙人
- ファイナルファンタジーXVI（2023年） - バイロン・ロズフィールド
- NARUTO X BORUTO ナルティメットストームコネクションズ（2024年） - 大筒木ハゴロモ/六道仙人 ※DLコンテンツ

### その他コンテンツ
- 東京ディズニーシー アトラクション タワー・オブ・テラー - ハリソン・ハイタワー三世の声
- モーションコミック『MURCIÉLAGO -ムルシエラゴ-』（2016年） - 柳岡会会長